# Golunda ellioti
Golunda ellioti és una espècie de mamífer rosegador de la família dels múrids. Viu a altituds d'entre 100 i 1.300 msnm a l'Índia, l'Iran, el Nepal, el Pakistan i Sri Lanka. Es tracta d'un animal semiarborícola. Ocupa una gran varietat d'hàbitats naturals. És una espècie en risc mínim, és a dir, no sembla que hi hagi cap amenaça significativa per a la seva supervivència. L'espècie fou anomenada en honor del naturalista escocès Walter Elliot.